# Ignacio Aguado
Ignacio Jesús Aguado Crespo (Madrid, 23 de febrero de 1983) es un abogado y político español. Fue vicepresidente, consejero de Deportes y Transparencia, y portavoz del Gobierno de la Comunidad de Madrid entre 2019 y 2021. Asimismo, también fue diputado de la Asamblea de Madrid en la X y XI legislaturas.

## Biografía
Ignacio Aguado vivió sus primeros años en el barrio de La Estrella, en el distrito madrileño de Retiro, pero más tarde su familia se mudó a La Moraleja. Llegó a estudiar tres carreras simultáneamente, licenciándose en Derecho y Administración y Dirección de Empresas por la Universidad Pontificia Comillas (2001-2007), y en Ciencias Políticas y de la Administración (2004-2009) por la Universidad Autónoma de Madrid.[cita requerida] Jugó también al waterpolo en el Real Canoe Natación Club y compitió en torneos de debate universitario. Desde 2015, está casado con la periodista de moda Paula Lucas con quien tuvo un hijo en 2018.
Tras trabajar en un bufete en Liverpool, en 2008 fue contratado por Unión Fenosa Gas en el Departamento de Regulación y Relaciones Institucionales; y en 2013 pasó a ser Director de Inteligencia de Negocio y Planificación Operativa.

En el año 2013 Ignacio Aguado se afilió a Ciudadanos – Partido de la Ciudadanía, siendo elegido portavoz de esta formación en la Comunidad de Madrid en enero de 2014.
Tras presentar 731 avales válidos fue elegido en marzo de 2015 candidato de Ciudadanos para la Presidencia de la Comunidad de Madrid. frente a varios rivales. El candidato Juan Carlos Bermejo impugnó las primarias por sospechas de fraude que habrían dado el poder a Aguado de forma presuntamente fraudulenta. Aguado fue nombrado candidato tras resolverse por parte de la Comisión de Garantías que no hubo irregularidad alguna en su elección como candidato. Pidió entonces una excedencia de su trabajo para poder afrontar la campaña electoral, pasando a vivir de sus ahorros tres meses.
En las elecciones autonómicas de mayo de 2015 Ciudadanos obtuvo 385.836 votos y 17 escaños en la Asamblea de Madrid. Fue la primera vez en la historia que Ciudadanos consiguió entrar en el Parlamento autonómico, siendo además decisivos para la formación del Gobierno. En junio del mismo año, Aguado y su Grupo Parlamentario alcanzaron un acuerdo con el Partido Popular para investir a Cristina Cifuentes como nueva presidenta de la Comunidad de Madrid. Sólo unas semanas antes Aguado había declarado de la candidatura del PP: "Si no tienes un proyecto creíble, como el del PP, es muy complicado que alguien pueda reflotarlo. Dependerá de ellos y su capacidad de regenerase. Estamos hartos de que nos engañen y, sobre todo, desconfiamos de un partido que nos ha engañado de manera sistemática".
En agosto de 2015, Aguado pasó a formar parte del Comité Ejecutivo de Ciudadanos. En 2016, fue premiado con el «ALDE Leader 2016», por la Alianza de los Demócratas y Liberales por Europa, grupo del que forma parte Ciudadanos, en reconocimiento a su labor.
En 2019, Aguado volvió a ganar las primarias de su partido, logrando un resultado histórico para su formación y pasando de 17 a 26 escaños en la Asamblea de Madrid. A pesar de sus declaraciones recurrentes en campaña electoral sobre la necesidad de que gobierne de forma prioritaria la lista más votada y el apoyo público a esta idea del entonces líder de su partido Albert Rivera, Aguado rechazó la lista más votada (PSOE) y firmó un pacto de gobierno con el PP que necesitó para salir adelante el apoyo de VOX tras introducir en el pacto de gobierno el 90% de las medidas solicitadas por este partido.
Ese mismo año, pasó a formar parte de la Comisión Permanente y de la Ejecutiva Nacional de Ciudadanos.
El 10 de marzo de 2021 fue cesado como vicepresidente, consejero de Deportes, Transparencia y portavoz del gobierno autonómico del gabinete de Isabel Díaz Ayuso, el día en que la presidenta disolvió la Asamblea de Madrid y convocó elecciones para el 4 de mayo.
El 17 de mayo de 2021 abandona la política rechazando organizar la convención nacional de Ciudadanos. En agosto de 2022, abandonó el partido.